# Lambda (família de foguetes)

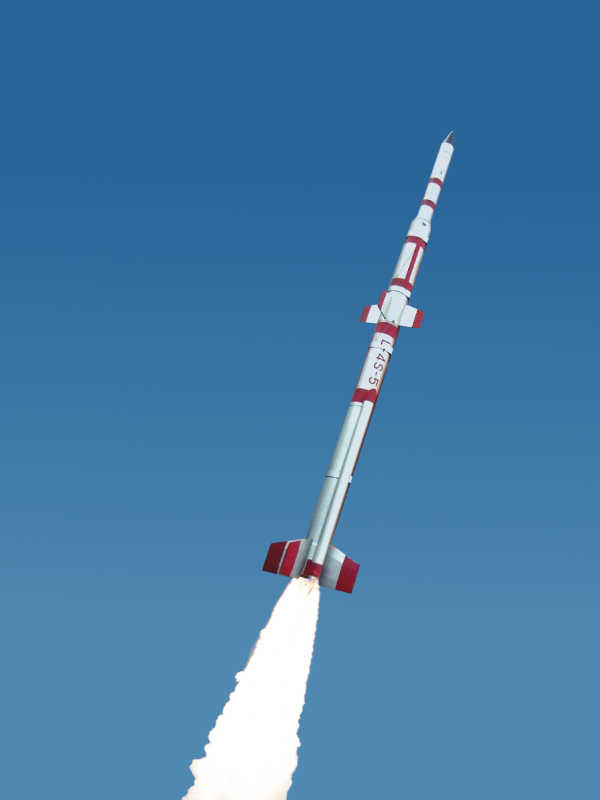
Lambda 4S

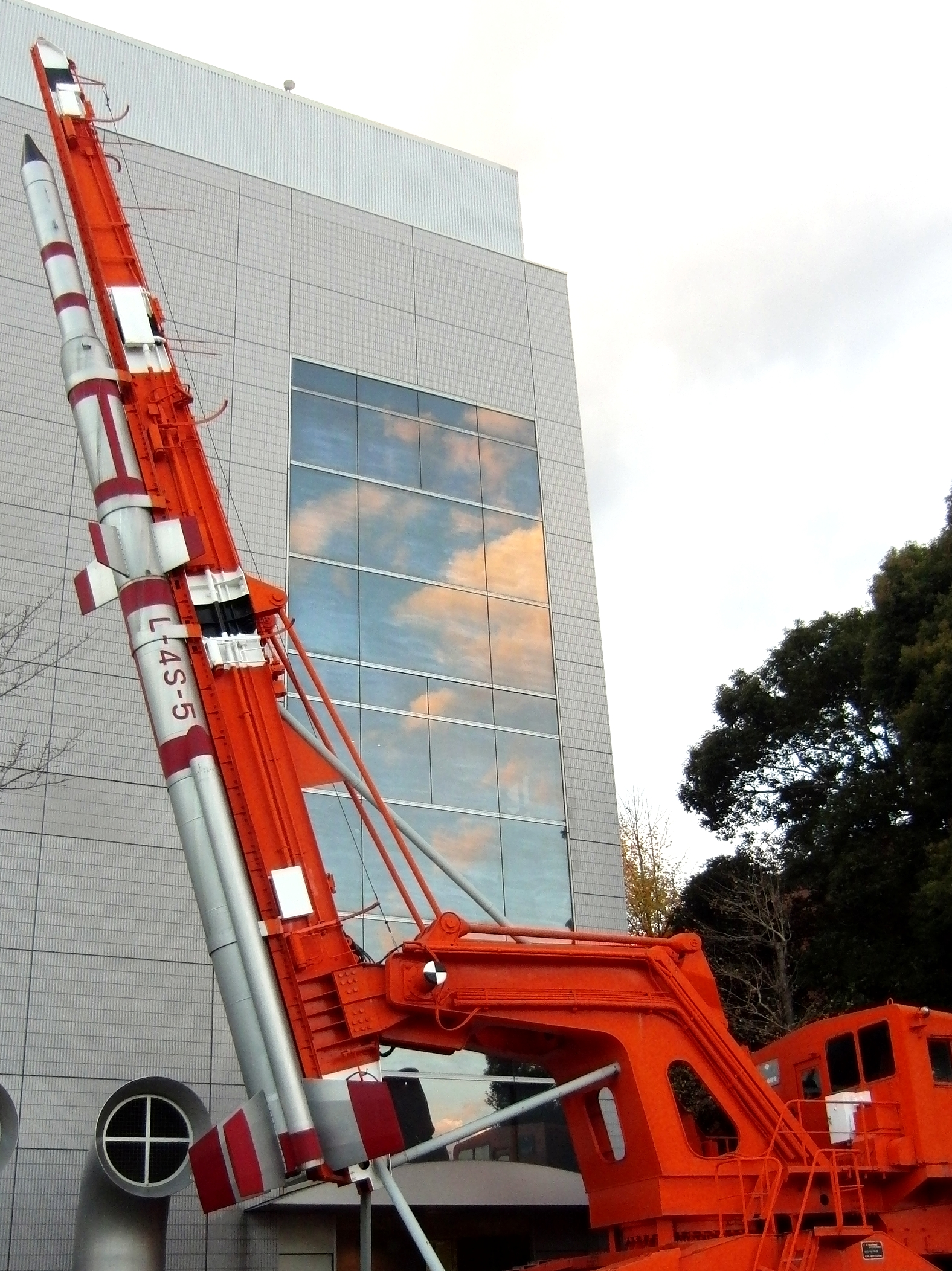
Lambda 4S (réplica) e o lançador exposto no Museu Nacional de Ciência do Japão.

O Lambda foi uma família de foguetes japoneses. Consistia dos tipos lambda 2, LS-A, LSC-3, Lambda 3, Lambda 4 e LS-C, desenvolvido em conjunto pelo Instituto de Ciência Industrial da Universidade de Tóquio, Instituto de Espaço e Ciência Astronáutica da Universidade de Tóquio, e o Prince Motor Company.
Em 11 de fevereiro de 1970, o primeiro satélite japonês, Osumi, foi lançado com um foguete Lambda 4.
A série Lambda não são foguetes guiados, isso ocorre porque as técnicas de orientação muitas vezes pode ser desviada para assuntos militares.
O Lambda 4 foi lançado nove vezes, apesar de cinco terem falhados. O primeiro lançamento do foguete Lambda 4S ocorreu em 26 de setembro de 1966 a partir do Centro Espacial de Kagoshima (atual Centro Espacial de Uchinoura). A quarta fase de controle de atitude não resultando em perda do veículo e da carga. A última data de lançamento foi 01 de setembro de 1974.